# The Haunted Hat

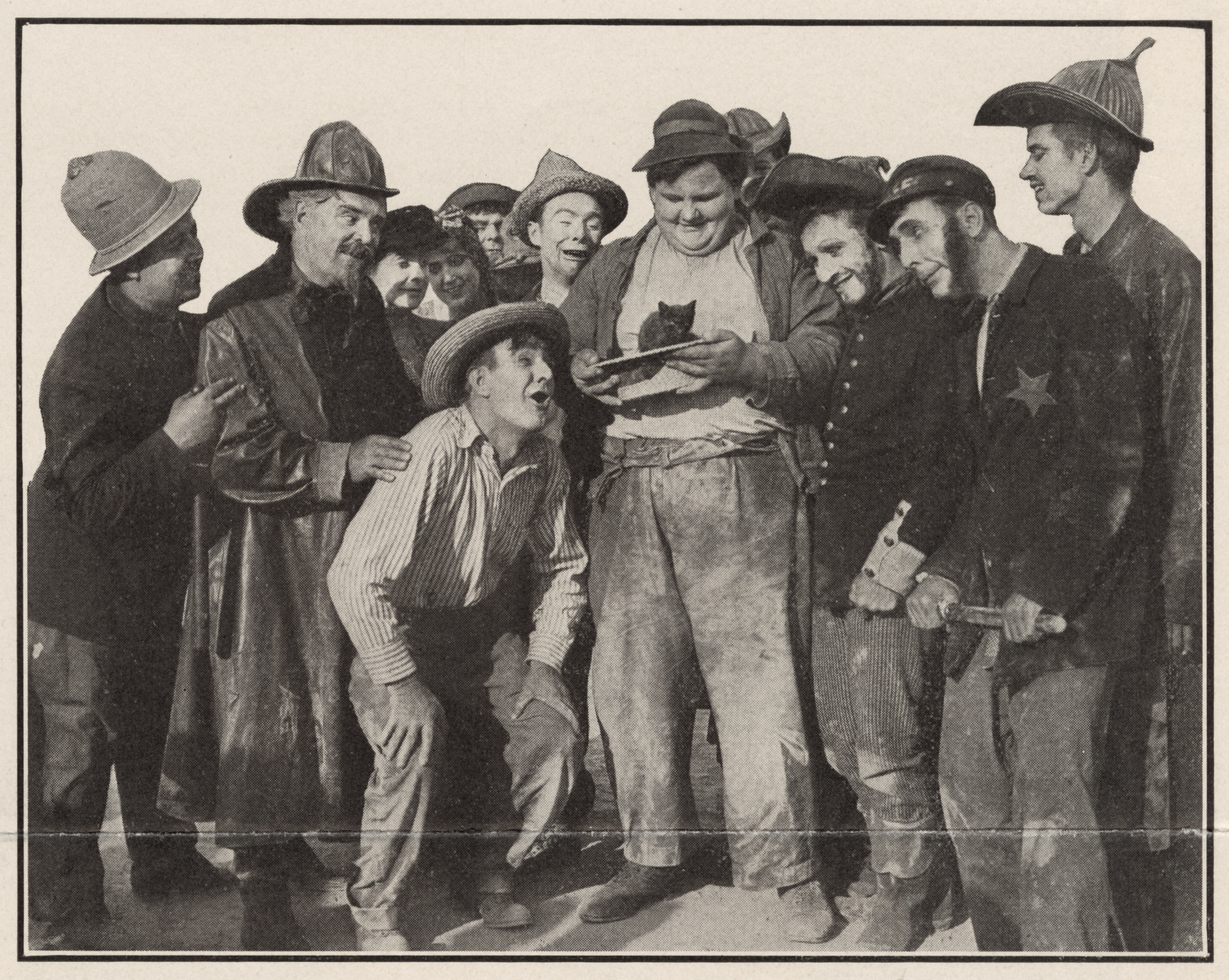
Foto promocional de The Haunted Hat, uma comédia de rolo dividido, lançada em 31 de agosto de 1915 pela Lubin Film Manufacturing Company, com um elenco que incluía Oliver "Babe" Hardy (centro, segurando o gato).

The Haunted Hat é um filme de comédia mudo produzido nos Estados Unidos em 1915, dirigido por Will Louis e com atuação de Oliver Hardy.